# 조속기

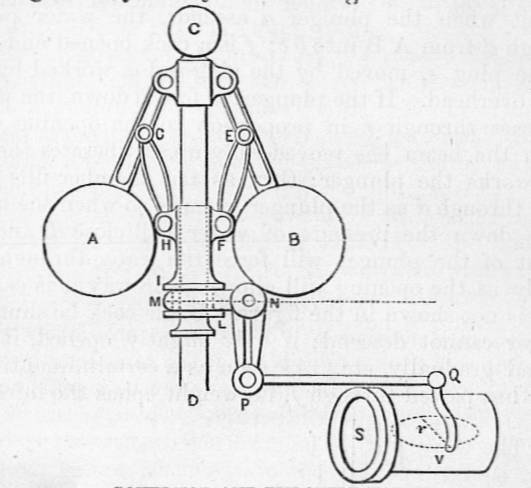

조속기 또는 속도 제한기는 원동기에서 하중(荷重)의 증감에 따라 회전 속도를 일정하게 조정하는 장치이다.

## 역사

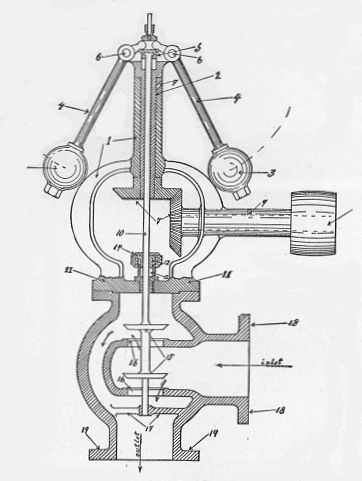

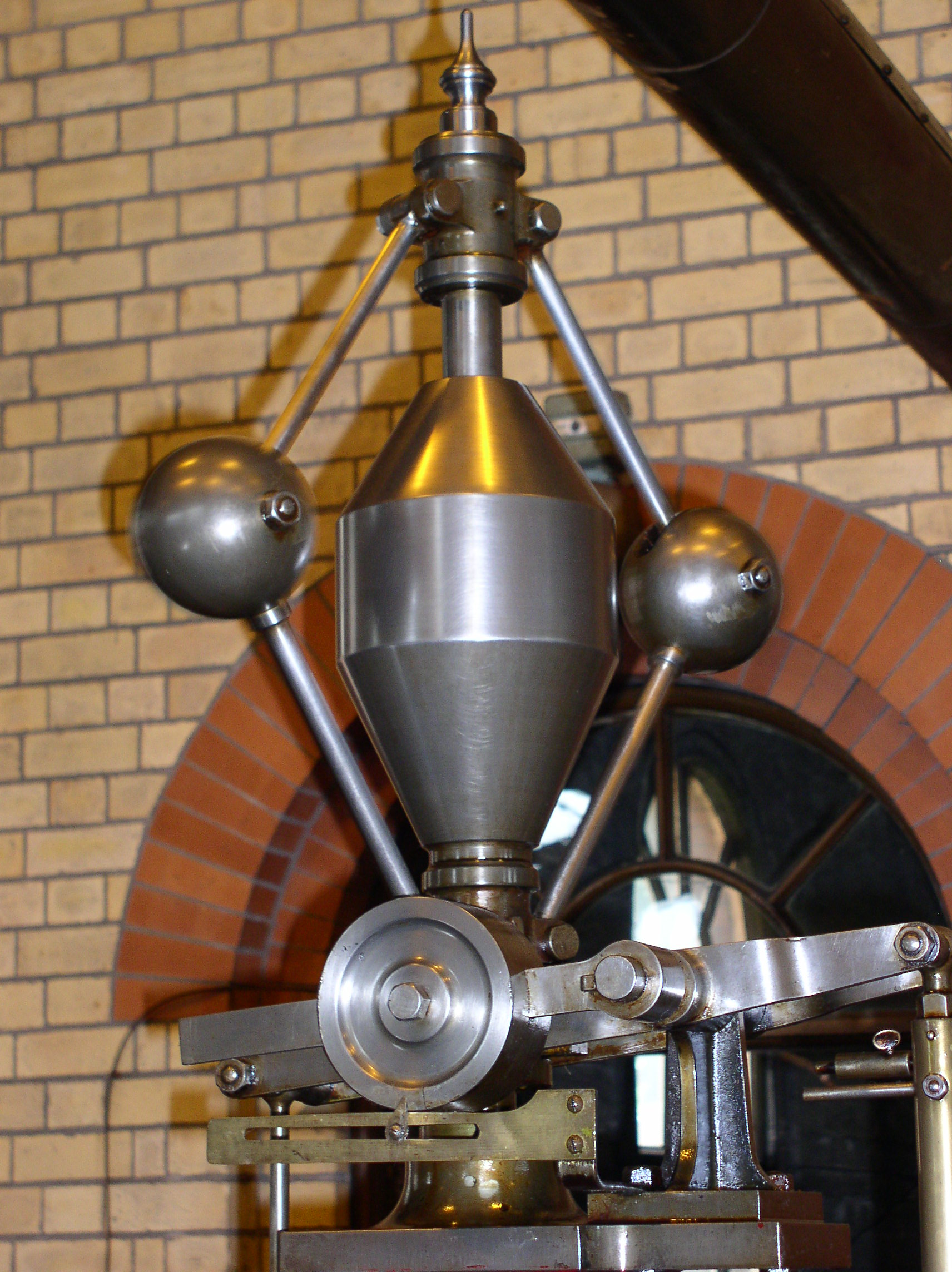

원심 조속기는 17세기 이후 풍차에서 맷돌 사이의 거리와 압력을 조절하기 위해 사용되었다. 초기의 증기 기관은 순수하게 왕복 운동을 이용했고, 물을 운반하는데 사용되었다.
1775년과 1800년 사이에, 제임스 와트는 생산업자 매슈 볼턴과 협력했고, 500 회전력 빔 엔진을 생산했다.

## 같이 보기
- 원심 조속기